# Daldowie Dovecot

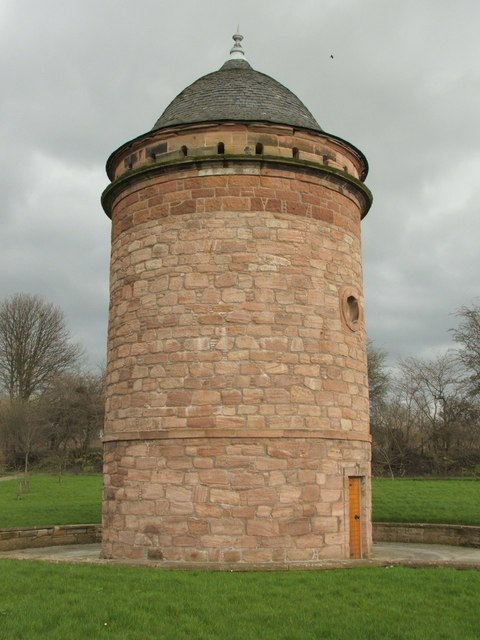
Daldowie Dovecot

Der Daldowie Dovecot ist ein Taubenturm in der schottischen Stadt Glasgow. 1971 wurde das Bauwerk in die schottischen Denkmallisten in der höchsten Denkmalkategorie A aufgenommen.

## Beschreibung
Der Taubenturm wurde um 1745 erbaut. Er stand einst auf dem Gelände der Daldowie Sewage Works. Im Jahre 2000 wurde der Turm an seinem ursprünglichen Standort abgebaut und entlang der Hamilton Road (A74) im Glasgower Osten wiederaufgebaut. Sein Mauerwerk besteht aus grob behauenem Bruchstein mit Natursteineinfassungen. Das abschließende geschwungene Dach ist mit Schiefer eingedeckt. Der Türsturz ist mit einem ornamentierten Schlussstein gestaltet. Ein schlichtes Gurtgesims gliedert die Fassade horizontal. Oberhalb des Gesimses auf Traufhöhe sind Einfluglöcher in das Mauerwerk des zylindrischen Turmes eingelassen. Im Inneren sind Nistkästen eingelassen. Der Aufgang besteht aus einer Leiterkonstruktion neueren Datums.